# Vol LANSA 508
 (novembre 2022).
Si vous disposez d'ouvrages ou d'articles de référence ou si vous connaissez des sites web de qualité traitant du thème abordé ici, merci de compléter l'article en donnant les références utiles à sa vérifiabilité et en les liant à la section « Notes et références ».
Le 24 décembre 1971, un Lockheed L-188 Electra effectuant le vol LANSA 508, reliant Lima à Pucallpa, au Pérou, s'écrase alors qu'il traverse un violent orage, tuant 91 personnes : les six membres d'équipage et 85 de ses 86 passagers. Il s'agit de la catastrophe causée par la foudre la plus meurtrière de l'histoire.
La seule survivante est Juliane Koepcke, 17 ans, qui, alors qu'elle était attachée à son siège, est tombée de plus de 3 000 mètres dans la forêt amazonienne. Elle a survécu à la chute et a ensuite pu marcher dans la jungle pendant onze jours jusqu'à ce qu'elle soit secourue par des pêcheurs locaux. Le Lockheed Electra était le dernier avion de la compagnie aérienne LANSA et l'entreprise perd son permis d'exploitation quelques jours après l'accident.

## L'accident
Le vol LANSA 508 a décollé de l'aéroport international Jorge Chávez à Lima juste avant midi la veille de Noël en direction d'Iquitos au Pérou, avec une escale prévue à Pucallpa. L'avion volait à environ 6 400 m (21 000 pieds) au-dessus du niveau moyen de la mer lorsqu'il a rencontré une zone d'orages et de fortes turbulences. Certaines preuves ont montré que l'équipage avait décidé de poursuivre le vol malgré les conditions météorologiques dangereuses à venir, apparemment en raison de la pression pour respecter le calendrier des vacances.

Le trajet du vol 508

Les enquêteurs péruviens ont cité « le vol intentionnel dans des conditions météorologiques dangereuses » comme cause de l'accident.

## Nombre de morts et seule survivante
La seule survivante était Juliane Koepcke, 17 ans. Malgré une fracture de la clavicule, une profonde entaille au bras droit, une blessure à l'œil et une commotion cérébrale, elle a pu traverser la dense jungle amazonienne pendant 10 jours et a trouvé refuge dans une hutte. Les pêcheurs locaux l'ont trouvée et l'ont ramenée en canoë à la civilisation,.
Pas moins de 14 autres passagers ont également été découverts plus tard comme ayant survécu à l'accident initial, mais sont morts en attendant d'être secourus.

## Dans la culture populaire
Le film I miracoli accadono ancora, sorti en 1974, est basé sur cette histoire. L'histoire de Koepcke a également été racontée en 1998 dans le film documentaire Les Ailes de l'espoir (Wings of Hope) du réalisateur Werner Herzog. Les mémoires de Koepcke Als ich vom Himmel fiel ont été publiés par l'éditeur allemand Piper Malik le 10 mars 2011. L'édition anglaise When I Fell From the Sky (Le Jour où je suis tombée du ciel) a été publiée par Titletown Publishing en novembre 2011.
L'accident figure également dans le dernier épisode de la première saison du documentaire Aircrash Confidential (es) (Péril en altitude) de Discovery Channel. L'épisode a été diffusé pour la première fois en 2011 et présente une interview de Koepcke.

## Publications
- (fr) Tombée du ciel: L'Histoire vraie d'une survie miraculeuse, Juliane Koepcke, traduction de Catherine Barret, Paris, Presses de la Cité, 2012  (ISBN 2-2580-9184-5)